# ایرانی نو

### زبان ایرانی نو
زبان‌های ایرانی نو اصطلاحاً به زبان‌هایی گفته می‌شود که از سال ۲۵۴ آغاز می‌شوند که شامل زبان پارسی (فارسی)، پشتو، کردی، آسی، بلوچی و … هستند. به لحاظ تاریخی ایرانی نو مانند هر اصطلاحی که برای تعریف یک دورهٔ زبانی به کار می‌رود از منظر جامعه‌شناسی زبان با تأکید بر زبان‌ها یا زبان‌های غالب تعیین می‌شود.
زبان‌های ایرانی نو به دو دسته بخش می‌شوند:
1. غربی
2. شرقی

زبان‌های ایرانی نو با این که در ایران، افغانستان و تاجیکستان متمرکز شده‌اند اما گستره جغرافیایی بسیار وسیع‌تری را در بر می‌گیرند، شامل مناطقی در قفقاز، آسیای میانه، ترکستان چین، پامیر، ترکیه، سوریه، عراق و شبه قاره هند.

### زبان‌های ایرانی‌تبار غربی
زبان‌های ایرانی‌تبار غربی به دو گروه شمال غربی و جنوب غربی دسته‌بندی می‌شوند. این زبان‌ها غالباً بازمانده زبان‌های زبان مادی، پهلوی اشکانی، آذری باستان، پارسی میانه، پارسی باستان و دری زرتشتی هستند.
گروه شمال غربی:
- کردی
- لکی
- زازاکی
- گورانی
- شبکی
- تبری
- گیلکی
- تالشی
- سمنی
- سنگسری
- لاسگردی
- سرخه‌ای
- خوری
- بلوچی
- سیوندی
- تاتی
- کرنگانی
- شاهرودی
- خورش رستمی
- رزجردی
- گذرخانی
- کجلی
- آشتیانی
- خوانساری
- نائینی
- وانشانی
- گازی
- نطنزی
- سوی
- شاهرودی
- یهودی-کاشانی
- یهودی-همدانی
- یهودی-گلپایگانی

گروه جنوب غربی:
- فارسی نو
- تاتی قفقاز
- لری
- لاری
- جهوری
- بشاگردی
- کمزاری
- کهمره‌ای
- گرمسیری

### زبان‌های ایرانی‌تبار شرقی
دسته شرقی زبان‌های ایرانی نو که اغلب در کشورهای افغانستان، پاکستان، تاجیکستان، روسیه و گرجستان رایج‌اند وبازماندگان زبان های سکایی و سرمتی هستند به چند گروه تقسیم می‌شوند که عبارتند از:
- پشتو
- آسی
- اُرموری
- پراچی
- یِدغه
- مونجی
- خوفی
- برتنگی
- یدغه
- شغنانی
- زبان روشانی
- اشکاشمی
- سنگلیچی
- وخی
- سریکالی
- یزغلامی
- یغنابی